# Nessetal
Nessetal è un comune tedesco con status di Landgemeinde nel Land della Turingia.
Svolge il ruolo di "comune sussidiario" (Erfüllende Gemeinde) nei confronti del comune di Sonneborn.

## Storia
Il comune di Nessetal fu creato il 1º gennaio 2019 dalla fusione dei comuni di Ballstädt, Brüheim, Bufleben, Friedrichswerth, Goldbach, Haina, Hochheim, Remstädt, Wangenheim, Warza e Westhausen.